# Слупський хлопчик

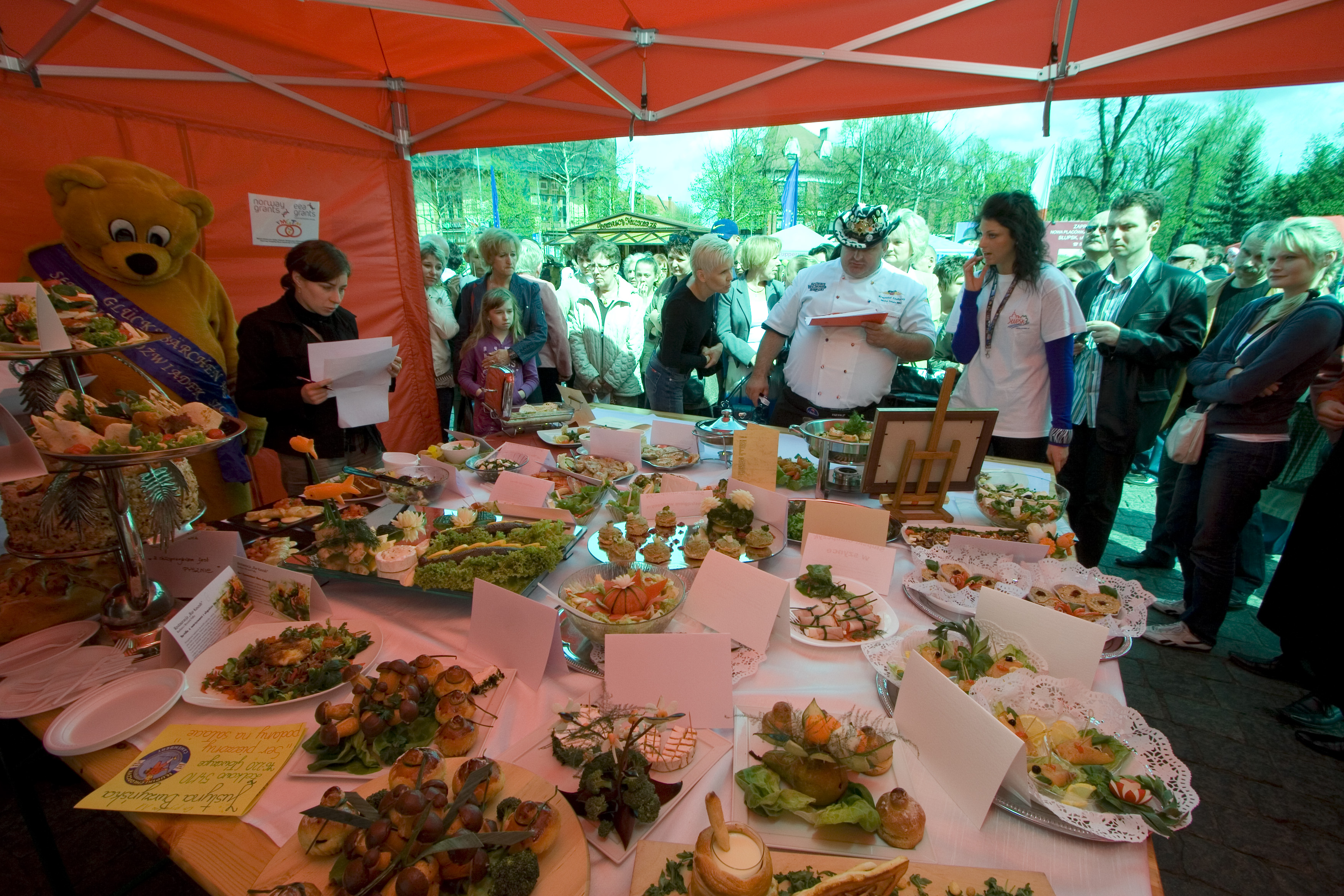
Конкурс на найкращу страву зі слупським сиром — Європейський фестиваль смаків у Слупську

Слупський хлопчик (нім. Stolper Jungchen), назва сиру типу камамбер, який виробляли у Слупську до Другої світової війни. У 1920-х роках і 30. У минулому столітті, наприклад, на листівках містилося зображення «слупського хлопчика» з підписом: «Stolp — die Stadt des Stolper Jungchen» (Слупськ — місто слупського хлопчика).
Закінчення війни в 1945 році припинило місцеве виробництво. Червоноармійці розібрали та вивезли молочне обладнання. У 2004 році народилася ідея відновлення виробництва в Слупську. У 2007 році були отримані права на назву та рецепт, і виробництво було розпочато на молокозаводі в Зеліні поблизу Слупська. Його виготовляли за оригінальним рецептом у Баварії, Німеччина. Перша дегустація та місцева реклама сиру, знову виробленого в Слупську, відбулася 18 серпня 2007 року в Парку культури та відпочинку у Слупську.
У 2010 році «Слупський хлопчик» — один із продуктів, що входять до «Слупського регіонального кошика» — посів перше місце в національному конкурсі «Найоригінальніший міський гаджет». Організатором конкурсу виступила Асоціація сприяння розвитку міст та регіонів ProRegiona.
1–2 травня 2010 року у Слупську відбувся Європейський фестиваль смаків, під час якого було організовано конкурс на найкращу страву за участю Слупського хлопчика. Виробник сиру збанкрутував. Термін дії ліцензії на польське виробництво закінчився в березні 2014 року.

## Виноски
1. ↑  powiatslupsk.info -&nbspRessources et information concernant powiatslupsk Resources and Information (англ.)
2. ↑  Słupski chłopczyk pleśnieje | regionalny-smak | kuchnia
3. ↑  Głos Pomorza «Słupski chłopczyk wyrusza w świat» 25.09.2007 http://www.gp24.pl/apps/pbcs.dll/article?AID=/20070925/BIZNES/70924018
4. ↑  Najnowsze wydarzenia ze Słupska[недоступне посилання]
5. ↑  Najnowsze wydarzenia ze Słupska. Архів оригіналу за 6 липня 2010. Процитовано 27 жовтня 2023. [Архівовано 2010-07-06 у Wayback Machine.]
6. ↑  «Słupski chłopczyk» szuka domu. W Słupsku chcą wznowić produkcję słynnego sera